# Столинський район
Столинський район (Столінський район, біл. Столінскі раён) — адміністративно-територіальна одиниця у складі Берестейської області Білорусі. Адміністративний центр — місто Столин. Утворений 1940 року.
Повністю належить до української етнічної території та є частиною Берестейщини. На території району в межиріччі річок Прип'яті та Мостви проживає мішане українсько-білоруське населення.

## Географія
Районом протікають річки: Канал Ольшанський, Мишенка. Площа — 3,4 тис. кв. км.

### Адміністративно-територіальний устрій
Адміністративно-територіальний устрій району:
- Бережнівська сільська рада
  - село Бережне
  - село Бір-Дубенець
  - село Дубенець
  - село Могильне
  - селище Ново-Бережне
  - село Ястребель
- Білоуська сільська рада
  - село Білоуша
  - село Рибники
- Велемицька сільська рада
  - село Велемичі
  - село Ольпень
  - село Старина
  - село Турське
- Великомалешевська сільська рада
  - село Велике Малешево
  - село Коротичі
  - село Лутки
  - село Ольгомель
  - село Толмачево
- Видибірська сільська рада
  - село Видибір
  - село Видиборець
  - село Ворсинь
  - село Вулька-Орея
  - село Дубой
  - село Комарники
  - село Крушин
  - село Осова
  - село Осовці
  - село Теребище
  - село Юнище
- Глинківська сільська рада
  - село Глинка
  - село Зубкове
  - село Лука
  - село Первомайськ
- Городнянська сільська рада
  - село Городна
  - село Деревна
  - село Колонія
  - село Листянки
  - село Лучиця
  - село Новий Поселок
  - село П'ясове
- Лядецька сільська рада
  - село Великі Орли
  - село Городець
  - село Лядець
  - село Малі Орли
- Маньковицька сільська рада
  - село Маньковичі
  - село Отвержичі
- Ольшанська сільська рада
  - село Високе
  - село Ольшани
  - село Семигостичі
- Плотницька сільська рада
  - село Бродче
  - село Короб'є
  - село Плотниця
  - село Ситицьк
  - село Стахове
- Радчицька сільська рада
  - село Великий Ліс
  - село Колодне
  - село Овсемирово
  - село Пониж'я
  - село Радчицьк
- Ремельська сільська рада
  - село Мочуль
  - село Оздамичі
  - село Ремель
  - село Теребличі
- Річицька сільська рада
  - село Бухличі
  - село Верхній Теребежів
  - село Вороні
  - село Копани
  - селище Лісний
  - село Лютий Бор
  - село Нижній Теребежів
- Рубельська сільська рада
  - село Рубель
  - село Хотомель
- Рухчанська сільська рада
  - село Кострово
  - село Крушин
  - село Рухча-1
  - село Рухча-2
  - село Цмень-1
  - село Цмень-2
- Струзька сільська рада
  - село Великі Викоровичі
  - село Кошара
  - хутір Луке
  - село Малі Викоровичі
  - хутір Новий Бор
  - село Ольмани
  - село Остров
  - село Струга
  - село Узляжжя
  - село Устимле
  - село Ямне
- Федорівська сільська рада
  - село Нечатово
  - село Федори
- Хоромська сільська рада
  - село Вуголець
  - село Лисовичі
  - село Тури
  - село Хоромськ
  - село Хорськ

## Історія
Район утворений 1940 року у складі Пинської області. Під час Другої світової війни та післявоєнної української збройної боротьби проти радянської окупаційної влади район належав до Столинського надрайону Берестейського окружного проводу ОУН. У лютому-березні 1943 року відділи УПА здійснили низку перших операцій на території Полісся, одна з яких відбулася в околицях Столина, де упівці знищили більшовицьку комірку і здобули 10 підвід трофейного майна, яке згодом по дорозі в них відбили німці. 1954 року увійшов до Берестейської області.

## Населення
За переписом населення Білорусі 2009 року чисельність населення району становило 80 695 осіб.

### Національність
Розподіл населення за рідною національністю за даними перепису 2009 року:
| Національність                | Осіб  | Відсоток |
| ----------------------------- | ----- | -------- |
| білоруси                      | 78499 | 97,28 %  |
| росіяни                       | 932   | 1,15 %   |
| українці                      | 751   | 0,93 %   |
| цигани                        | 164   | 0,20 %   |
| національність не вказана     | 158   | 0,20 %   |
| поляки                        | 84    | 0,10 %   |
| вірмени                       | 15    | 0,02 %   |
| азербайджанці                 | 12    | 0,01 %   |
| дві та більше національності  | 10    | 0,01 %   |
| литовці                       | 9     | 0,01 %   |
| молдовани                     | 6     | 0,01 %   |
| удмурти                       | 6     | 0,01 %   |
| гагаузи                       | 6     | 0,01 %   |
| латиші                        | 5     | 0,01 %   |
| татари                        | 4     | 0,00 %   |
| чуваші                        | 4     | 0,00 %   |
| мордва                        | 4     | 0,00 %   |
| марійці                       | 4     | 0,00 %   |
| національність не повідомлена | 4     | 0,00 %   |
| німці                         | 2     | 0,00 %   |
| казахи                        | 2     | 0,00 %   |
| таджики                       | 2     | 0,00 %   |
| корейці                       | 2     | 0,00 %   |
| естонці                       | 2     | 0,00 %   |
| євреї                         | 1     | 0,00 %   |
| грузини                       | 1     | 0,00 %   |
| узбеки                        | 1     | 0,00 %   |
| карели                        | 1     | 0,00 %   |
| чеченці                       | 1     | 0,00 %   |
| аварці                        | 1     | 0,00 %   |
| кабардинці                    | 1     | 0,00 %   |
| американці                    | 1     | 0,00 %   |
| Разом                         | 80695 | 100 %    |

## Відомі особистості
У районі народився:
- Веренич В'ячеслав Леонтійович (1924—1999) — білоруський мовознавець, полоніст, славіст (с. Рухча).